# Куняев, Станислав Юрьевич
Станисла́в Ю́рьевич Куня́ев (род. 27 ноября 1932, Калуга, РСФСР, СССР) — русский советский поэт, публицист, переводчик, литературный критик. Главный редактор журнала «Наш современник» (с 1989 года по 2023 год). Член КПСС с 1960 года

## Биография
Родился 27 ноября 1932 года в Калуге.
Во время Великой Отечественной войны семья была эвакуирована в село Пыщуг Костромской области, где Куняев окончил четыре первых класса начальной школы. После войны семья Куняевых вернулась в Калугу.
Родители Куняева окончили институты физической культуры. Отец Юрий Аркадьевич преподавал физкультуру, увлекался лыжами, специализировался на метании молота. Мать Александра Никитична, учившаяся вместе с А. Тер-Ованесяном, братьями Борисом и Владимиром Дьячковыми, получила также и медицинское образование.

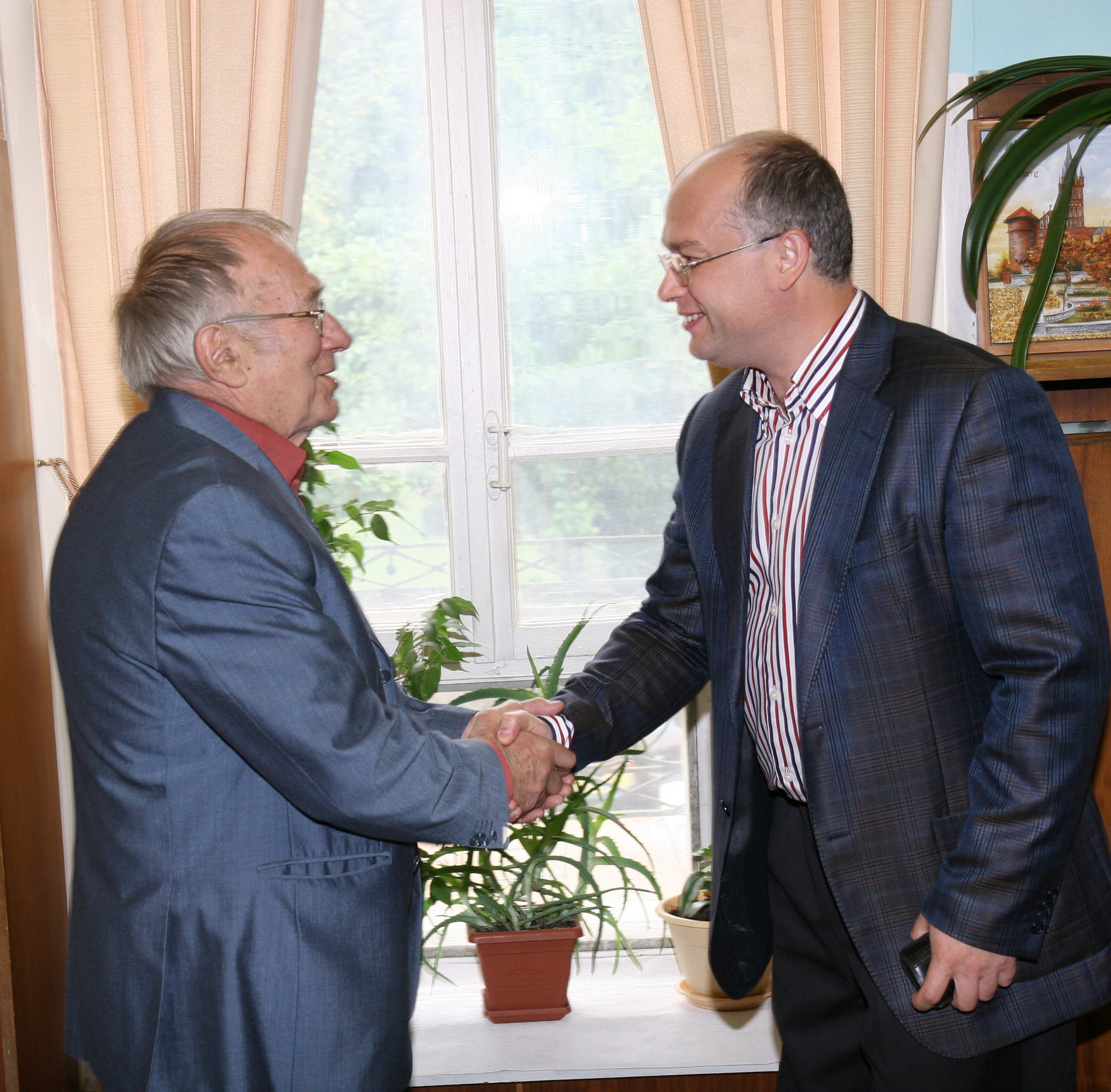
Москва. 11. 08. 2011 г. Главный редактор журнала «Наш современник», Сопредседатель Международного Шолоховского комитета Станислав Куняев и Председатель Международного Шолоховского комитета Андрей Черномырдин.

В 1952—1957 годах учился на филологическом факультете МГУ. Увлекался спортом, имел спортивные разряды, входил в сборные университета по лёгкой атлетике. Личный рекорд по прыжкам в длину — 6 м 60 см.
В 1957—1960 годах работал в газете «Заветы Ленина» в городе Тайшете Иркутской области. Первый поэтический сборник («Землепроходцы») вышел в 1960 году в Калуге.
Член СП СССР с 1961 года. В 1960—1963 годах — заведующий отделом поэзии журнала «Знамя».
В 1967 году, будучи в творческом кризисе, пять лет работал в геологических партиях на Памире, Тянь-Шане, Гиссарском хребте.
В 1976—1980 годах — секретарь Московской писательской организации. Был членом секретариата правления Союза писателей России.
В 1989 году в газете «Московский литератор» вышла статья Куняева «Обслуживающий персонал», где автор обвинил секретаря ЦК КПСС Александра Яковлева в проведении антирусской политики. В 1990 году подписал «Письмо 74-х». 19 августа 1991 года поддержал ГКЧП. Позже писал о ГКЧП: «Под сень „Матросской тишины“ / Без слов сошли гэкачеписты, / Не зная за собой вины / Смущённые, как декабристы». 23 февраля 1992 года был участником митинга на Тверской, который был разогнан ОМОНом. С декабря 1991 года по август 1993 года входил в редколлегию газеты «День», был членом политсовета Фронта национального спасения (1992—1993).
Вместе с сыном Сергеем опубликовал в серии «Жизнь замечательных людей» книгу о жизни и творчестве Сергея Есенина. Автор около двадцати книг стихов, прозы, публицистики; наиболее известные — «Вечная спутница», «Свиток», «Рукопись». «Глубокий день», «Избранное». Автор множества переводов из украинской, грузинской, абхазской (в том числе Мушни Ласурия, Дмитрия Гулиа), киргизской (в том числе Токтогула), бурятской, литовской (в том числе Эдуардаса Межелайтиса) поэзии. Некоторые его произведения переведены на болгарский, чешский и словацкий языки.
В марте 2022 года подписал обращение в поддержку военного вторжения России на Украину (2022).

## Семья
Супруга — Ашанина Галина Васильевна (род. 6 мая 1935 года).
Сын — Сергей Станиславович Куняев (род. 23 мая 1957 года), критик, литературовед, исследователь-архивист. Соавтор биографии С.Есенина, автор книги о Николае Клюеве (печаталась в журналах «Наш современник» и «Сибирские огни», опубликована в ЖЗЛ, 2014). Член правления СП России (с 1999).
Имеет четырёх внуков.

## Публицистика
Станислав Куняев является автором публицистической работы «Жрецы и жертвы холокоста» Основной тезис работы — недопустимость создания «культа холокоста в России». Отстаивая эту идею, Куняев критикует современных российских авторов работ о Холокосте — в частности, Альфреда Коха и Павла Поляна.
В совместном заявлении Московского антифашистского центра, центра «Холокост», Московского бюро по правам человека, Конгресса национальных объединений России, Федерации мигрантов России 26 января 2012 года сказано, что в этой книге Куняев 

«преуменьшает признанную трагедию XX века, а также обрушивается на „происки и преступления“ евреев в самых разных сферах и в самые разные периоды истории, озвучивая застарелые абсурдные клише о разрушении ими Советского Союза и ограблении русского народа».

## Награды и премии
- Орден «За заслуги в культуре и искусстве» (19 октября 2022) — за большой вклад в развитие отечественной культуры и искусства, многолетнюю плодотворную деятельность[10]
- Орден Дружбы (21 июля 2014) — за большие заслуги в развитии отечественной культуры и искусства, многолетнюю плодотворную деятельность[11]
- Орден Дружбы народов (1984).
- Орден «Знак Почёта» (14 ноября 1980) — за большую работу по подготовке и проведению Игр XXII Олимпиады[12]
- Государственная премия РСФСР имени М. Горького (1987) — за книгу критических и публицистических статей «Огонь, мерцающий в сосуде»
- Премия Союзного государства в области литературы и искусства (2006)[13]
- Международная премия имени М. А. Шолохова в области литературы и искусства (2005)
- премия «России верные сыны» (2001) — за 3-томную книгу воспоминаний «Поэзия. Судьба. Россия»
- «Большая литературная премия России» Союза писателей России (2001) за книгу «Поэзия. Судьба. Россия»
- лауреат Всероссийской литературной премии имени С. Т. Аксакова (2008)
- лауреат Всероссийской литературной премии им. Н. С. Лескова «Очарованный странник» (2012)
- лауреат Национальной премии «Имперская культура» имени Эдуарда Володина за 2012 год. В номинации «Литературоведение» за книгу «В борьбе неравной двух сердец»[14]
- Медаль имени Пушкина Международного славянского литературного форума «Золотой витязь» (2023)[15]

## Основные работы
- Золотые холмы. — Тбилиси, 1971.
- Вечная спутница. — М.: Современник, 1973.
- В сентябре и апреле. — М.: Молодая гвардия, 1975.
- Свиток. — М.: Советский писатель, 1976.
- Рукопись. — М.: Современник, 1977.
- Глубокий день. — М.: Советская Россия, 1978.
- По белому свету. — Иркутск, 1978.
- Свободная стихия. — М.: Современник, 1979.
- Избранное. — М.: Художественная литература. 1979.
- Отблеск. — М.: Московский рабочий, 1981.
- Солнечные ночи. — М.: Советский писатель, 1981.
- Путь. — М.: Молодая гвардия, 1982.
- Липы загородного сада. — Тула, 1983.
- Озеро Безымянное. — М.: Современник, 1983.
- Пространство и время. — М.: Советский писатель, 1985.
- Огонь, мерцающий в сосуде. — М.: Современник, 1986.
- Мать сыра земля. — М.: Советский писатель, 1988.
- Избранные произведения в двух томах. — М.: Художественная литература, 1988.
- Огонь, мерцающий в сосуде. — М.: Советская Россия, 1989.
- Времена и легенды. М., Современник, 1990.
- Не сотвори себе кумира: стихи и дневники эпохи перестройки. — Саратов, 1990.
- Русские сны. — М.: Молодая гвардия, 1990.
- «Высшая воля: Стихи смутного времени» (1992)
- «Сквозь слёзы на глазах» (1996)
- Средь шумного бала. — М.: Современный писатель, 1996.
- Поэзия. Судьба. Россия. М., 2001;
- Русский полонез. М., 2006;
- Мои печальные победы. М., 2007.
- Стас уполномочен заявить. М., 2007.
- Жрецы и жертвы Холокоста. Кровавые язвы мировой истории. — М.: Алгоритм, 2011. — 384 с. — ISBN 978-5-9265-0736-9.